# Igor Vinícius
Igor Vinícius de Souza (Sinop, Mato Grosso, Brasil, 1 de abril de 1997) es un futbolista brasileño. Juega de lateral derecho y su equipo actual es el São Paulo de la Serie A de Brasil.

## Trayectoria

### Santos
Igor entró a las inferiores del Santos en 2010 a los 12 años de edad. Su primera citación al equipo adulto fue el 20 de abril de 2016 para el encuentro contra el Santos-AP por la Copa de Brasil, y debutó en ese encuentro al día siguiente fue empate 1-1.

### Ituano
Sin conseguir un lugar en el Santos, fichó por el Ituano en septiembre de 2017.

#### Préstamo al Ponte Preta
El 27 de marzo de 2018 fue enviado a préstamo al Ponte Preta por toda la temporada. Se ganó un lugar en el equipo titular, disputando 30 encuentros de Serie B.

### São Paulo
El 4 de diciembre de 2018, Igor fue enviado a préstamo al São Paulo por toda la temporada. Debutó en su nuevo club el 3 de febrero siguiente, como titular en la victoria por 1-0 ante el São Bento.
Debutó por la Serie A el 27 de abril de 2019, jugando los 90 minutos en la derrota en casa por 2-0 contra el Botafogo.
El 20 de diciembre de 2019, el São Paulo anunció el fichaje de Igor.

## Estadísticas
Actualizado al último partido disputado el 25 de febrero de 2021.
| Santos · Brasil                                                                  |               |               |    |    |    |   |   |   |   |    |     |   |
| 1.ª                                                                              | 2016          | 0             | 0  | -  | -  | 2 | 0 | 0 | 0 | 2  | 0   |   |
| Total club                                                                       | Total club    | 0             | 0  | 0  | 0  | 2 | 0 | 0 | 0 | 2  | 0   |   |
| Ituano · Brasil                                                                  |               |               |    |    |    |   |   |   |   |    |     |   |
| SP                                                                               | 2018          | -             | -  | 14 | 2  | 0 | 0 | 0 | 0 | 14 | 2   |   |
| Total club                                                                       | Total club    | 0             | 0  | 14 | 2  | 0 | 0 | 0 | 0 | 14 | 2   |   |
| Ponte Preta · Brasil                                                             |               |               |    |    |    |   |   |   |   |    |     |   |
| 2.ª                                                                              | 2018          | 30            | 0  | -  | -  | 3 | 0 | 0 | 0 | 33 | 0   |   |
| Total club                                                                       | Total club    | 30            | 0  | 0  | 0  | 3 | 0 | 0 | 0 | 33 | 0   |   |
| São Paulo · Brasil                                                               |               |               |    |    |    |   |   |   |   |    |     |   |
| 1.ª                                                                              | 2019          | 19            | 1  | 8  | 0  | 2 | 0 | - | - | 29 | 1   |   |
| 1.ª                                                                              | 2020          | 26            | 0  | 4  | 0  | 1 | 0 | 3 | 0 | 34 | 0   |   |
| Total club                                                                       | Total club    | 45            | 1  | 12 | 0  | 3 | 0 | 3 | 0 | 63 | 1   |   |
| Total carrera                                                                    | Total carrera | Total carrera | 75 | 1  | 26 | 2 | 8 | 0 | 3 | 0  | 112 | 3 |
| (1) Incluye datos de la Copa de Brasil (2) Incluye datos de la Copa Libertadores |               |               |    |    |    |   |   |   |   |    |     |   |

## Palmarés

### Títulos nacionales
| Título              | Club   | Estado    | Año  |
| ------------------- | ------ | --------- | ---- |
| Campeonato Paulista | Santos | São Paulo | 2016 |

| Título         | Club            | País   | Año  |
| -------------- | --------------- | ------ | ---- |
| Copa de Brasil | São Paulo F. C. | Brasil | 2023 |